# ミレニアムズ
『ミレニアムズ』（英称: MiLLENNiUMS）は、フジテレビ系列で、2014年10月18日から2015年9月15日まで放送されていた深夜バラエティ番組。

## 概要
2000年（ミレニアム）デビューという共通点を持つ漫才師9人が、様々な企画に挑戦する総合バラエティ番組である。フジテレビ公式サイトでは「豊作と言われる2000年デビューの中から厳選された芸人5組によるお笑い番組。芸風も歩んできた人生もバラバラだが、『どこか暗い』『あまり順調ではなかった』『ひねくれ者』などの共通点をもつ9人。そんな彼らが横一線で、お互いをライバル視しながら競い合う『人間バラエティ』エンターテインメント。ひねくれ者たちの意外に温かな生き様をお楽しみに!」と紹介されていた。
2014年10月25日放送のミレニアムズ知恵小袋のコーナーで「番組名を変えよう」という話題になり、実際に新番組名募集をかけ応募作品を同コーナーで紹介したりもしていたが、結局番組終了まで改名されることはなかった。
当初は毎週土曜日 23:10 - 23:55に全国ネットで放送されたが、2015年4月より毎週火曜日 0:55 - 1:25（月曜日深夜）に枠移動となり、これ以降最終回まではローカルセールス枠での放送となっていた。

## 出演者
- オードリー（若林正恭・春日俊彰） - 番組内では若林がキャプテンを担当[3]。
- ウーマンラッシュアワー（村本大輔・中川パラダイス）
- ナイツ（塙宣之・土屋伸之）
- 流れ星（ちゅうえい・瀧上伸一郎）
- 山里亮太（南海キャンディーズ）

## コーナー
- 業界ウォッチ（妖怪ウォッチのパロディ）
- 解散怪人ハナワーン
- 傷点（笑点のパロディ）
- カスママ
- さいこ
- ミレニアムズ講座～人付き合いが苦手な人に送る～
- 美男（ハンサム）レシピ
- ミレニアムズニュース
- エレベーターピッチ
- GTO（GTOのパロディ）

「グレート ティーチャー 面白くない」の略である。
- 山チャトネットスクール
- マチョシリーズ（マチョぶら、マチョグルメ）
- ディスラップ
- 天秤ちゃん
- ミレニアムズ知恵小袋
- ミレニアムズヤホー！検索（YAHOO!のパロディ）
- くもりんの天気予報

### 放送リスト
| 土曜23時時代 | 土曜23時時代    | 土曜23時時代                | 土曜23時時代                                                 | 土曜23時時代                                                   | 土曜23時時代 |
| 回           | 放送日          | コーナー                    | タイトル                                                     | ゲスト                                                         | 備考         |
| ------------ | --------------- | --------------------------- | ------------------------------------------------------------ | -------------------------------------------------------------- | ------------ |
| 1            | 2014年 10月18日 | オープニング                |                                                              |                                                                |              |
| 1            | 2014年 10月18日 | エレベーターピッチ          | 影響力の強い芸能人を利用してミレニアムズを世に広めよう       | 坂上忍、ヒロミ、m.c.A・T、藤田紀子                             |              |
| 1            | 2014年 10月18日 | ミレニアムズヤホー！検索    | セカイノオワリ、田中みな実                                   |                                                                |              |
| 1            | 2014年 10月18日 | スペシャルトーク            |                                                              | SEKAI NO OWARI                                                 |              |
| 2            | 10月25日        | 業界ウォッチ                | 妖怪 コンドコレデモ                                          |                                                                |              |
| 2            | 10月25日        | ミレニアムズ知恵小袋        | 若林、村本、春日                                             |                                                                |              |
| 2            | 10月25日        | GTO                         | 目指せ!爆笑先生（文理開成高等学校）                          |                                                                |              |
| 2            | 10月25日        | エレベーターピッチ          | 影響力の強い芸能人を利用してミレニアムズを世に広めよう       | 田中みな実                                                     |              |
| 3            | 11月1日         | ミレニアムズ講座            | 飲み会での上手な帰り方                                       | 福永一茂                                                       |              |
| 3            | 11月1日         | ミレニアムズ知恵小袋        | 村本、中川、土屋                                             |                                                                |              |
| 3            | 11月1日         | 実話 日本ちかし話           | 安美錦、内海桂子                                             |                                                                |              |
| 3            | 11月1日         | パラダイス企画 ハロウィン編 |                                                              |                                                                |              |
| 4            | 11月8日         | カスママ                    | 第一夜 嗚呼 悲しみのスクールカースト                         | 生駒里奈（乃木坂46）                                           |              |
| 4            | 11月8日         | ミレニアムズ知恵小袋        | 塙                                                           |                                                                |              |
| 4            | 11月8日         | 解散怪人ハナワーン          | 第一話                                                       | 日本エレキテル連合                                             |              |
| 4            | 11月8日         | エレベーターピッチ          | 影響力の強い芸能人を利用してミレニアムズを世に広めよう       | 菜々緒、あべ静江                                               |              |
| 5            | 11月15日        | ミレニアムズチェンジ        |                                                              |                                                                |              |
| 5            | 11月15日        | エレベーターピッチ          | ミュージックフェアSP                                         | 持田香織、森山直太朗、スキマスイッチ、ゴスペラーズ、大場久美子 |              |
| 5            | 11月15日        | ミレニアムズ知恵小袋        | 若林 、春日                                                  |                                                                |              |
| 6            | 11月22日        | ミレニアムズ知恵小袋        | ちゅうえい、村本、瀧上、山里                                 |                                                                |              |
| 6            | 11月22日        | 傷点                        |                                                              |                                                                |              |
| 6            | 11月22日        | ミレニアムズ講座            | カラオケで唄わずに乗り切る方法                               | 福永一茂                                                       |              |
| 6            | 11月22日        | 業界ウォッチ                | 妖怪 ギフノジョシアナ                                        |                                                                |              |
| 7            | 11月29日        | カスママ                    | 第二夜 嗚呼 難しきイメージからの脱却                         | 須賀健太                                                       |              |
| 7            | 11月29日        | GTO                         | 全然面白くない先生（40歳）にお見合いで爆笑をとらせられるか？ | 伊藤綾子、橋本マナミ                                           |              |
| 8            | 12月13日        | カスママ                    | 第三夜 アイドル維新の幕開けぜよ                              | 岡井千聖(℃-ute)                                                |              |
| 8            | 12月13日        | 解散怪人ハナワーン          | 第二話                                                       | 三四郎                                                         |              |
| 8            | 12月13日        | さいこ                      | 第一話                                                       |                                                                |              |
| 9            | 12月20日        | 傷点                        |                                                              | 白沢マリナ                                                     |              |
| 9            | 12月20日        | 解散怪人ハナワーン          | 第三話                                                       | 千鳥                                                           |              |
| 9            | 12月20日        | ミレニアムズ知恵小袋        | 若林、土屋                                                   |                                                                |              |
| 9            | 12月20日        | ミレニアムズ講座            | バーベキュー場での上手なかわし方                             | 福永一茂                                                       |              |
| 10           | 12月27日        | カスママ                    | 第四夜(生放送）                                              | マツコ・デラックス、坂上忍                                     |              |
| 11           | 2015年 1月10日  | 業界ウォッチ                | 妖怪 ムカシノヨホウシ                                        |                                                                |              |
| 11           | 2015年 1月10日  | カスママ                    | 第五夜 女優とMCと私                                          | 松岡茉優                                                       |              |
| 11           | 2015年 1月10日  | ミレニアムズ知恵小袋        | 山里、若林、春日                                             |                                                                |              |
| 11           | 2015年 1月10日  | ミレニアムズ講座            | SNSでの上手な振る舞い方                                      | 福永一茂                                                       |              |
| 12           | 1月17日         | カスママ                    | 第六夜 ぶたぎったってアイドル♪                               | ヒャダイン                                                     |              |
| 12           | 1月17日         | 傷点                        |                                                              |                                                                |              |
| 12           | 1月17日         | さいこ                      | 第二話                                                       |                                                                |              |
| 12           | 1月17日         | ミレニアムズ知恵小袋        | ちゅうえい、瀧上、中川                                       |                                                                |              |
| 13           | 1月24日         | ミレニアムズ講座            | オシャレな人間との上手な距離の取り方                         | 福永一茂                                                       |              |
| 13           | 1月24日         | カスママ                    | 第七夜 Jの悲劇                                               | 風間俊介                                                       |              |
| 13           | 1月24日         | 解散怪人ハナワーン          | 第四話                                                       | 博多華丸・大吉                                                 |              |
| 13           | 1月24日         | ミレニアムズ知恵小袋        | 中川                                                         |                                                                |              |
| 14           | 1月31日         | 美男レシピ                  | vol.1 美男ペペロンチーノ                                     |                                                                |              |
| 14           | 1月31日         | カスママ                    | 第八夜 山里、死す                                            | 柳原可奈子                                                     |              |
| 14           | 1月31日         | 傷点                        |                                                              |                                                                |              |
| 14           | 1月31日         | くもりんの天気予報          |                                                              |                                                                |              |
| 15           | 2月7日          | さいこ                      | 第三話                                                       |                                                                |              |
| 15           | 2月7日          | 傷点                        |                                                              | 坂口安里                                                       |              |
| 15           | 2月7日          | 解散怪人ハナワーン          | 第五話                                                       | トレンディエンジェル                                           |              |
| 15           | 2月7日          | くもりんの天気予報          |                                                              |                                                                |              |
| 16           | 2月15日 （日）  | カスママ                    | 第九夜 チョコと妹とクラブと私                                | 浅田舞                                                         |              |
| 16           | 2月15日 （日）  | 天秤ちゃん                  | 外国人vs天秤ちゃん 信じないとワサビ寿司！？                  |                                                                |              |
| 16           | 2月15日 （日）  | ミレニアムズ講座            | バレンタインデーという1日を上手に乗り切る方法                | 福永一茂                                                       |              |
| 16           | 2月15日 （日）  | くもりんの天気予報          |                                                              |                                                                |              |
| 17           | 2月21日         | ミレニアムズ講座            | 結婚式での上手な存在感の消し方                               |                                                                |              |
| 17           | 2月21日         | 解散怪人ハナワーン          | 第六話                                                       | どぶろっく                                                     |              |
| 17           | 2月21日         | カスママ                    | 第十夜 女子会っていいな                                      | ホラン千秋                                                     |              |
| 17           | 2月21日         | くもりんの天気予報          |                                                              |                                                                |              |
| 18           | 2月28日         | 美男レシピ                  | vol.2 美男生姜焼き                                           |                                                                |              |
| 18           | 2月28日         | カスママ                    | 第十一夜 徳永英明がやって来るヤァ！ヤァ！ヤァ！              | 徳永英明                                                       |              |
| 18           | 2月28日         | ミレニアムズ講座            | 過剰すぎるサービスの上手な受け流し方                         | 福永一茂                                                       |              |
| 18           | 2月28日         | ディスラップ                | 流れ星・瀧上へのDis Rap                                      |                                                                |              |
| 18           | 2月28日         | BaKuSyo Night               | 流れ星・瀧上 disった2人にアンサー                            |                                                                |              |
| 18           | 2月28日         | くもりんの天気予報          |                                                              |                                                                |              |
| 19           | 3月7日          | 解散怪人ハナワーン          | 第七話                                                       | 8.6秒バズーカー、じゅんいちダビッドソン                        |              |
| 19           | 3月7日          | カスママ                    | 第十二夜 開幕！ぶっちゃけ女王杯                              | 古閑美保                                                       |              |
| 19           | 3月7日          | ディスラップ                | 流れ星・瀧上へのDis Rap                                      |                                                                |              |
| 19           | 3月7日          | 天秤ちゃん                  | 外国人の旅行をおもてなし 迷ってること決めてやるよ            |                                                                |              |
| 19           | 3月7日          | くもりんの天気予報          |                                                              |                                                                |              |
| 20           | 3月14日         | カスママ                    | 第十三夜 仮面ライダー、仮面を脱ぎ去るの巻                    | 菅田将暉                                                       |              |
| 20           | 3月14日         | ミレニアムズ講座            | 年上との上手な距離の取り方                                   | 福永一茂、中野聡子(日本エレキテル連合）                        |              |
| 20           | 3月14日         | 傷点                        |                                                              | おのののか                                                     |              |
| 21           | 3月21日         | ディスラップ                | お台場で遊ぶカップルへのDis Rap                              |                                                                |              |
| 21           | 3月21日         | カスママ                    | 第十四夜 2015年 お昼革命、勃発。                             | 西川貴教                                                       |              |
| 21           | 3月21日         | さいこ                      | 第四話                                                       |                                                                |              |
| 21           | 3月21日         | 天秤ちゃん                  | 外国人の旅行の悩みは？迷ってるなら決めてやるよ               |                                                                |              |
| 21           | 3月21日         | 天秤ちゃん                  | 最近のチビッコの悩みは？迷ってるなら決めてやるよ             |                                                                |              |
| 21           | 3月21日         | 美男レシピ                  | vol.3 美男ハンバーグ                                         |                                                                |              |

| 月曜深夜時代 | 月曜深夜時代 | 月曜深夜時代            | 月曜深夜時代                                               | 月曜深夜時代                            | 月曜深夜時代 |
| 回           | 放送日       | コーナー                | タイトル                                                   | ゲスト                                  | 備考         |
| ------------ | ------------ | ----------------------- | ---------------------------------------------------------- | --------------------------------------- | ------------ |
| 22           | 4月14日      | さいこ                  | 第五話 山里旅館毒殺事件                                    | 柳ゆり菜                                |              |
| 22           | 4月14日      | カスママ                | 第十五夜 ミッツ、オカマを習う。                            | ミッツ・マングローブ                    |              |
| 22           | 4月14日      | ディスラップ            | 音楽界騒然！！HIPHOPのカリスマと夢のコラボ                 | Kダブシャイン                           |              |
| 23           | 4月21日      | 美男レシピ              | vol.4 美男オムライス                                       |                                         |              |
| 23           | 4月21日      | 傷点                    |                                                            | 吉木りさ                                |              |
| 23           | 4月21日      | カスママ                | 第十六夜 考えるな、感じろ                                  |                                         |              |
| 24           | 4月28日      | カスママ                | 第十七夜 燃える女の怨み節（出張傷点）                      |                                         |              |
| 25           | 5月5日       | ディスラップ            | 居酒屋へのDis Rap                                          |                                         |              |
| 25           | 5月5日       | ミレニアムズ恋愛講座    | 女子力女子に騙されない方法                                 | 福永一茂、中野聡子(日本エレキテル連合） |              |
| 25           | 5月5日       | 解散怪人ハナワーン      | 第八話                                                     | テツandトモ                             |              |
| 26           | 5月12日      | 美男レシピ              | vol.5 美男お好み焼き                                       |                                         |              |
| 26           | 5月12日      | 傷点                    |                                                            | ダレノガレ明美                          |              |
| 26           | 5月12日      | 天秤ちゃん              | 外国人の旅行をおもてなし 迷ってること決めてやるよ          |                                         |              |
| 27           | 5月19日      | ディスラップ            | 美容院へのDis Rap                                          |                                         |              |
| 27           | 5月19日      | マチョグルメ            |                                                            |                                         |              |
| 27           | 5月19日      | カスママ                | 第十八夜 俺たちの青春グラビア                              | 吉田里深                                |              |
| 28           | 5月26日      | 解散怪人ハナワーン      | 第九話                                                     | バンビーノ                              |              |
| 28           | 5月26日      | さいこ                  | 第六話 さいこちゃんVS橋本マナミ                            | 橋本マナミ                              |              |
| 28           | 5月26日      | 天秤ちゃん              | 外国人の旅行をおもてなし 迷ってること決めてやるよ          |                                         |              |
| 29           | 6月2日       | ミレニアムズ恋愛講座    | 意識高い系女子と上手に付き合う方法                         | 福永一茂、柳原可奈子                    |              |
| 29           | 6月2日       | カスママ                | 第十九夜 めんどくさい男                                    | 蟹江一平                                |              |
| 30           | 6月9日       | ディスラップ            | 電車へのDis Rap/フリースタイルバトル                       |                                         |              |
| 30           | 6月9日       | 出張傷点                | Vol.2                                                      |                                         |              |
| 30           | 6月9日       | 美男レシピ              | vol.6 美男ロールキャベツ                                   |                                         |              |
| 31           | 6月16日      | カスママ                | 第二十夜 アッコも震えるヤバい奴                            | 和田アキ子                              |              |
| 32           | 6月23日      | ミレニアムズ恋愛講座    | 美のカリスマを招いてイマドキ女子を学ぶ                     | 福永一茂、柳原可奈子                    |              |
| 32           | 6月23日      | 出張傷点                | Vol.3 ダンサー 恋の乱舞                                    |                                         |              |
| 33           | 6月30日      | 山チャト ネットスクール | ネットで女子と出会う方法                                   | 福永一茂                                |              |
| 33           | 6月30日      | マチョぶら              |                                                            |                                         |              |
| 34           | 7月7日       | 山チャト ネットスクール | ネットで女子と出会う方法                                   | 福永一茂                                |              |
| 34           | 7月7日       | 傷点                    |                                                            | YOU                                     |              |
| 35           | 7月14日      | カスママ                | 第二十一夜 ロボットに感情を                                | 滝沢秀明                                |              |
| 36           | 7月21日      | マチョグルメ            | inスカイツリー                                             |                                         |              |
| 37           | 7月28日      | カスママ                | 第二十二夜 スフィンクスからのお坊さん                      | 篠原ともえ、小堺一機                    |              |
| 38           | 8月4日       | 山チャト ネットスクール | 顔が隠れている女子の性格をズバリ見極める                   |                                         |              |
| 38           | 8月4日       | カスママ                | 第二十三夜 過激演出、復活。                                | テリー伊藤                              |              |
| 39           | 8月11日      | マチョグルメ            | inお台場夢大陸                                             | 生田竜聖                                |              |
| 39           | 8月11日      | ディスラップ            | お台場夢大陸へのDis Rap                                    |                                         |              |
| 40           | 8月18日      | ミレニアムズ講座        | 夏が大好きな人との上手な距離の取り方                       | 福永一茂、柳原可奈子                    |              |
| 40           | 8月18日      | 傷点                    |                                                            | 福田彩乃                                |              |
| 41           | 8月25日      | カスママ特別編          | 1年間の素敵な夜まとめました(総集編)                        |                                         |              |
| 42           | 9月1日       | 山チャト ネットスクール | ネットで真剣に女子と出会う方法を山チャト先生から学ぶオフ会 | 福永一茂                                |              |
| 42           | 9月1日       | カスママ                | 第二十四夜 カオスな夜                                      | 金田朋子                                |              |
| 43           | 9月8日       | カスママ                | 第二十五夜 史上最強の弟子、現る！                          | DaiGo                                   |              |
| 43           | 9月8日       | 山チャト ネットスクール | ネットで真剣に女子と出会う方法を山チャト先生から学ぶオフ会 | 福永一茂                                |              |
| 44           | 9月15日      | カスママ                | 最終夜 9人のラストダンス                                   |                                         |              |

## スタッフ
- ナレーター：三村ロンド、新かな子
- 構成：田中直人、福原フトシ（福原→途中から）、酒井健作、オークラ、大平尚志、深田憲作
- TP：高瀬義美
- SW：小林光行
- CAM：宮本直也、遠藤俊洋
- VE：土井理沙、山下悠介
- AUD：片山勇、加瀬悦史
- PA：渡真利泰樹
- LD：安藤雄郎、甲斐則行
- 美術プロデューサー：豊田亮介
- 美術デザイン：鈴木賢太
- 美術進行：林勇
- 大道具：松本達也、倉持繁
- アートフレーム：石井智之
- 電飾：富谷聡
- アクリル装飾：相原加奈
- 装飾：門間誠
- 生花装飾：荒川直史
- 植木装飾：広田明
- 視覚効果：飯塚生臣
- 持道具：後藤綾
- 衣装：津幡真優
- モニター：野崎裕康
- かつら：寒郡千恵
- メイク：山田かつら、大橋由美子、岡田美喜子
- 編集：吉田裕樹
- CGプロデューサー：久保田幸
- CGディレクター：鈴木鉄平
- CGデザイン：一柳彩乃
- CG制作：平山智則
- タイトル&キャラクター：木本禎子
- 編集：吉田裕樹
- MA：水野学
- 音響効果：松長芳樹
- 協力：フジアール、ニユーテレス、fmt、マルチバックス、デジタルサーカス、IMAGICA、スコープ
- 広報：佐藤未郷
- TK：松下絵里
- デスク：松尾裕子
- プロデューサー：児玉芳郎、桐谷太一、和田健、渡邊幸子
- ディレクター：当麻晋三、池田哲也、鈴木善貴、神田洋昭、角山僚佑
- 監修：渡辺琢
- チーフプロデューサー：亀高美智子
- 制作：フジテレビバラエティ制作センター
- 制作著作：フジテレビ

### 過去のスタッフ
- 楽器：島津哲也
- 大道具：市川賢人
- 電飾：後藤佑介
- MA：鈴木久美子
- ディレクター：大野悟

## ネット局

### 全国放送時代
| 放送対象地域   | 放送局                    | 放送日時                     | 系列                                         | 遅れ日数   |
| -------------- | ------------------------- | ---------------------------- | -------------------------------------------- | ---------- |
| 関東広域圏     | フジテレビ（CX）          | 土曜 23:10 - 23:55           | フジテレビ系列                               | 制作局     |
| 北海道         | 北海道文化放送（uhb）     | 土曜 23:10 - 23:55           | フジテレビ系列                               | 同時ネット |
| 岩手県         | 岩手めんこいテレビ（mit） | 土曜 23:10 - 23:55           | フジテレビ系列                               | 同時ネット |
| 宮城県         | 仙台放送（OX）            | 土曜 23:10 - 23:55           | フジテレビ系列                               | 同時ネット |
| 秋田県         | 秋田テレビ（AKT）         | 土曜 23:10 - 23:55           | フジテレビ系列                               | 同時ネット |
| 山形県         | さくらんぼテレビ（SAY）   | 土曜 23:10 - 23:55           | フジテレビ系列                               | 同時ネット |
| 福島県         | 福島テレビ（FTV）         | 土曜 23:10 - 23:55           | フジテレビ系列                               | 同時ネット |
| 新潟県         | 新潟総合テレビ（NST）     | 土曜 23:10 - 23:55           | フジテレビ系列                               | 同時ネット |
| 長野県         | 長野放送（NBS）           | 土曜 23:10 - 23:55           | フジテレビ系列                               | 同時ネット |
| 静岡県         | テレビ静岡（SUT）         | 土曜 23:10 - 23:55           | フジテレビ系列                               | 同時ネット |
| 富山県         | 富山テレビ（BBT）         | 土曜 23:10 - 23:55           | フジテレビ系列                               | 同時ネット |
| 石川県         | 石川テレビ（ITC）         | 土曜 23:10 - 23:55           | フジテレビ系列                               | 同時ネット |
| 福井県         | 福井テレビ（FTB）         | 土曜 23:10 - 23:55           | フジテレビ系列                               | 同時ネット |
| 中京広域圏     | 東海テレビ（THK）         | 土曜 23:10 - 23:55           | フジテレビ系列                               | 同時ネット |
| 近畿広域圏     | 関西テレビ（KTV）         | 土曜 23:10 - 23:55           | フジテレビ系列                               | 同時ネット |
| 島根県・鳥取県 | 山陰中央テレビ（TSK）     | 土曜 23:10 - 23:55           | フジテレビ系列                               | 同時ネット |
| 岡山県・香川県 | 岡山放送（OHK）           | 土曜 23:10 - 23:55           | フジテレビ系列                               | 同時ネット |
| 広島県         | テレビ新広島（tss）       | 土曜 23:10 - 23:55           | フジテレビ系列                               | 同時ネット |
| 愛媛県         | テレビ愛媛（EBC）         | 土曜 23:10 - 23:55           | フジテレビ系列                               | 同時ネット |
| 高知県         | 高知さんさんテレビ（KSS） | 土曜 23:10 - 23:55           | フジテレビ系列                               | 同時ネット |
| 福岡県         | テレビ西日本（TNC）       | 土曜 23:10 - 23:55           | フジテレビ系列                               | 同時ネット |
| 佐賀県         | サガテレビ（STS）         | 土曜 23:10 - 23:55           | フジテレビ系列                               | 同時ネット |
| 長崎県         | テレビ長崎（KTN）         | 土曜 23:10 - 23:55           | フジテレビ系列                               | 同時ネット |
| 熊本県         | テレビくまもと（TKU）     | 土曜 23:10 - 23:55           | フジテレビ系列                               | 同時ネット |
| 鹿児島県       | 鹿児島テレビ（KTS）       | 土曜 23:10 - 23:55           | フジテレビ系列                               | 同時ネット |
| 沖縄県         | 沖縄テレビ（OTV）         | 土曜 23:10 - 23:55           | フジテレビ系列                               | 同時ネット |
| 宮崎県         | テレビ宮崎（UMK）         | 日曜 0:50 - 1:35（土曜深夜） | フジテレビ系列 日本テレビ系列 テレビ朝日系列 | 8日遅れ    |

### ローカルセールス時代
| 放送対象地域   | 放送局                    | 放送日時                     | 放送期間                | 系列           | 遅れ日数   |
| -------------- | ------------------------- | ---------------------------- | ----------------------- | -------------- | ---------- |
| 関東広域圏     | フジテレビ（CX）          | 火曜 0:55 - 1:25（月曜深夜） | 2015年4月14日 - 9月15日 | フジテレビ系列 | 制作局     |
| 岩手県         | 岩手めんこいテレビ（mit） | 火曜 0:55 - 1:25（月曜深夜） | 2015年4月14日 - 9月15日 | フジテレビ系列 | 同時ネット |
| 宮城県         | 仙台放送（OX）            | 火曜 0:55 - 1:25（月曜深夜） | 2015年4月14日 - 9月15日 | フジテレビ系列 | 同時ネット |
| 福島県         | 福島テレビ（FTV）         | 火曜 0:55 - 1:25（月曜深夜） | 2015年4月14日 - 9月15日 | フジテレビ系列 | 同時ネット |
| 長野県         | 長野放送（NBS）           | 火曜 0:55 - 1:25（月曜深夜） | 2015年4月14日 - 9月15日 | フジテレビ系列 | 同時ネット |
| 岡山県・香川県 | 岡山放送（OHK）           | 火曜 0:55 - 1:25（月曜深夜） | 2015年4月14日 - 9月15日 | フジテレビ系列 | 同時ネット |
| 広島県         | テレビ新広島（tss）       | 火曜 0:55 - 1:25（月曜深夜） | 2015年4月14日 - 9月15日 | フジテレビ系列 | 同時ネット |
| 福岡県         | テレビ西日本（TNC）       | 火曜 0:25 - 0:55（月曜深夜） | 2015年4月21日 - 不明    | フジテレビ系列 | 7日遅れ    |
| 中京広域圏     | 東海テレビ（THK）         | 水曜 1:00 - 1:30（火曜深夜） | 2015年4月22日 - 不明    | フジテレビ系列 | 8日遅れ    |
| 北海道         | 北海道文化放送（uhb）     | 金曜 0:25 - 0:55（木曜深夜） | 2015年4月24日 - 9月25日 | フジテレビ系列 | 10日遅れ   |
| 長崎県         | テレビ長崎（KTN）         | 金曜 0:35 - 1:10（木曜深夜） | 2015年4月24日 - 9月25日 | フジテレビ系列 | 10日遅れ   |
| 島根県・鳥取県 | 山陰中央テレビ（TSK）     | 土曜 0:40 - 1:10（金曜深夜） | 2015年4月25日 - 不明    | フジテレビ系列 | 11日遅れ   |
| 富山県         | 富山テレビ（BBT）         | 日曜 2:10 - 2:40（土曜深夜） | 2015年4月26日 - 不明    | フジテレビ系列 | 12日遅れ   |
| 佐賀県         | サガテレビ（STS）         | 火曜 0:25 - 0:55（月曜深夜） | 2015年4月28日 - 不明    | フジテレビ系列 | 14日遅れ   |
| 熊本県         | テレビくまもと（TKU）     | 火曜 0:25 - 0:55（月曜深夜） | 2015年5月4日 - 不明     | フジテレビ系列 | 21日遅れ   |

### 過去のネット局
| 放送対象地域 | 放送局                    | 放送日時                     | 放送期間                | 系列           | 遅れ日数   |
| ------------ | ------------------------- | ---------------------------- | ----------------------- | -------------- | ---------- |
| 高知県       | 高知さんさんテレビ（KSS） | 火曜 0:55 - 1:25（月曜深夜） | 2015年4月14日 - 6月30日 | フジテレビ系列 | 同時ネット |

## 参考情報
- 豊作と言われる2000年デビューの中から厳選された芸人5組によるお笑い番組!『ミレニアムズ』 とれたてフジテレビ 2014年9月2日